# Rođena zvijezda
Rođena zvijezda je kanadska tinejdžerska serija koja se od 2004. godine emitirala na kanalu CTV, a kasnije na Noggin. U Sjedinjenim Državama emitirala se na kanalu The N u istome periodu. Serija je emitirana u Hrvatskoj na kanalu RTL Kockica u periodu između 2014. i 2017. godine. Linda Schuyler i Stephen Stohn iz Epitome Pictures producirali su emisiju. Predstava je postala druga najpopularnija serija na The N s Degrassijem: The Next Generation, još jedna emisija koja je također producirana Schuylera i Stohna, rangirani kao najpopularnija.
Producirane su četiri sezone emisije (svaka s po 13 epizoda). CTV i The N povukli su sredstva nakon četvrte sezone, a rukovoditelji su odlučili prekinuti show. Četvrta i posljednja sezona završila je 26. lipnja 2008. Serija je emitirana u preko 120 država. 

## O seriji
U seriji glavnu ulogu Jude Harrison glumi Alexz Johnson kao pobjednicu tinejdžerskog pjevačkog natjecanja pod nazivom Instant Star (hrv. Rođena zvijezda). Emisija prikazuje Harrisonovo iskustvo u industriji glazbe, a usredotočuje se na razvoj likova.
U svakoj epizodi serije, Jude Harrison mora se pozabaviti pitanjima i izazovima svoje glazbene karijere i osobnog života, jer je jedno utkano u drugo. Također se suočava s dilemama i izborima u svojim odnosima, dijeleći svoje osjećaje na ljubavi u svom životu, a istovremeno snima i za G-Major Records izdavačku kuću. Ti su ljudi važni za njezinu glazbu - onu koja povezuje njezin život. Njezini su najbolji trenuci kada radi s drugima na stvaranju i izvođenju svoje glazbe. Osim glazbe i ljubavi, u njenom osobnom životu i u životu onih oko nje događa se još mnogo toga. 

## Emitiranje
Na RTL Kockici serija se emitirala u večernjim satima te su se emitirale dvije epizode za redom. Serija je reprizirana više puta.
| Sezona | Broj epizoda | Izvorno emitiranje | Izvorno emitiranje |
| Sezona | Broj epizoda | Prva epizoda       | Posljednja epizoda |
| ------ | ------------ | ------------------ | ------------------ |
| 1      | 13           | 15. rujna 2004.    | 24. travnja 2005.  |
| 2      | 13           | 10. veljače 2006.  | 12. svibnja 2006.  |
| 3      | 13           | 16. veljače 2007.  | 18. svibnja 2007.  |
| 4      | 13           | 2. lipnja 2008.    | 28. srpnja 2008.   |

## Glumačka postava
| Glavni glumci             |                    |          |          |          |          |
| Alexz Johnson             | Jude Harrison      | Glavni   | Glavni   | Glavni   | Glavni   |
| Kristopher Turner         | Jamie Andrews      | Glavni   | Glavni   | Glavni   | Glavni   |
| Tim Rozon                 | Tom Quincy         | Glavni   | Glavni   | Glavni   | Glavni   |
| Laura Vandervoort         | Sadie Harrison     | Glavni   | Glavni   | Glavni   | Glavni   |
| Barbara Mamabolo          | Kat Benton         | Glavni   | Sporedni |          |          |
| Tracy Waterhouse          | Georgia Bevans     | Glavni   |          |          |          |
| Matthew Brown             | Shay Mills         | Glavni   |          |          |          |
| Andrea Lui                | EJ Li              | Glavni   |          |          |          |
| Wes Williams              | Darius Mills       | Glavni   | Glavni   | Glavni   | Glavni   |
| Tyler Kyte                | Vincent Spiederman | Sporedni | Glavni   | Glavni   | Glavni   |
| Cory Lee                  | Karma              |          |          | Glavni   | Glavni   |
| Zoie Palmer               | Patsy Sewer        |          | Sporedni | Glavni   |          |
| Mark Taylor               | Kwest              | Sporedni | Sporedni | Glavni   | Glavni   |
| Christopher Gaudet        | Wally Robbins      | Sporedni | Sporedni | Glavni   | Glavni   |
| Ian Blackwood             | Kyle Bateman       |          | Sporedni | Glavni   | Glavni   |
| Craig Warnock             | Paegan Smith       |          |          |          | Glavni   |
| Tatiana Maslany           | Zeppelin           |          |          |          | Glavni   |
| Cassie Steele             | Blu                |          |          |          | Glavni   |
| Kyle Riabko               | Milo Keegan        |          |          |          | Glavni   |
| Sporedni glumci           |                    |          |          |          |          |
| Katrina Matthews          | Eden Taylor        | Sporedni |          |          |          |
| Simon Reynolds            | Stuart Harrison    | Sporedni | Sporedni | Sporedni | Sporedni |
| Potporna glumačka postava |                    |          |          |          |          |
| Jane Sowerby              | Victoria Harrison  | Gost     | Gost     |          |          |
| Miku Graham               | Portia Mills       | Gost     | Gost     | Gost     |          |
| Nicholas Rose             | Mason Fox          |          | Gost     |          |          |
| Vincent Walsh             | Liam Fenway        |          | Gost     |          |          |
| Kristin Fairlie           | Megan              |          |          |          | Gost     |

### Pobijednici showa Instant Star
| Sezona | Pobijednik    | Drugo mjesto |
| ------ | ------------- | ------------ |
| 1      | Jude Harrison | Eden Taylor  |
| 2      | Mason Fox     |              |
| 3      | Karma         | Bobby        |
| 4      | Milo Keegan   | Kadijah      |

## Glazba
Svaka epizoda serije sadrži novu pjesmu koju izvodi Alexz Johnson. Obično pjesma govori o nečemu što se događa u epizodi. Međutim, u nekim epizodama nema izravnog objašnjenja stihova; ponekad je to samo pjesma. Neke epizode mogu sadržavati više od jedne pjesme, ali postoji samo jedna pjesma po epizodi koja će biti prikazana na soundtracku za tu sezonu. Na primjer, postoji 13 epizoda po sezoni, što znači da postoji 13 glavnih pjesama. Jednu od pjesama, "Perfect", napisao je kanadska synth pop umjetnica Lights.
Alexz Johnson snimila je vokale na prvom i drugom soundtracku, a čak je i napisala neke od pjesama sa svojim bratom Brendanom. Za treći i četvrti soundtrack, Alexz nije bila uključena u sve pjesme zbog izdavanja njezinog debitantskog albuma i sukoba s prethodnim izdavačkim kućama. Neposredno prije emitiranja druge sezone na kanalu "The N-u", gledatelji su imali priliku vidjeti Alexz Johnson na koncertu u emisiji pod nazivom Instant Star: Backstage Pass, pjevajući po dvije pjesme iz svake sezone emisije i u pratnji svog benda iz emisija, "Spiederman Mind Explosion". 

## Emitiranje
Serija Instant Star emitirana je u više od 120 zemalja. 
| Država                 | TV Kanal                                                |
| ---------------------- | ------------------------------------------------------- |
| Australija             | Nickelodeon                                             |
| Austrija               | ORF                                                     |
| Belgija                | Ketnet                                                  |
| Brazil                 | Multishow Boomerang                                     |
| Bosna i Hercegovina    | FTV                                                     |
| Bugarska               | NovaTV                                                  |
| Estonija               | TV3                                                     |
| Finska                 | Sub                                                     |
| Francuska              | FillesTV Virgin 17                                      |
| Hrvatska               | RTL Kockica                                             |
| Izrael                 | Arutz HaYeladim                                         |
| Italija                | Italia 1                                                |
| Južna Afrika           | GO                                                      |
| Kanada                 | CTV MuchMusic                                           |
| Latvija                | TV3                                                     |
| Litva                  | Tango TV                                                |
| Mađarska               | Viasat3                                                 |
| Malezija               | 8TV                                                     |
| Maroko                 | 2M TV                                                   |
| Meksiko                | MTV Latin America Canal 4TV Boomerang Televisa Regional |
| Njemačka               | VIVA                                                    |
| Novi Zeland            | TV2                                                     |
| Norveška               | TVNorge                                                 |
| Peru                   | Boomerang Latin America                                 |
| Poljska                | ZigZap                                                  |
| Portugal               | MTV Portugal                                            |
| Rumunjska              | TVR 2                                                   |
| Rusija                 | MTV Russia                                              |
| SAD                    | The N, MTV, Primo TV                                    |
| Srbija                 | RTS 2                                                   |
| Španjolska             | MTV Spain, 8Neox                                        |
| Švedska                | TV2                                                     |
| Ujedinjeno Kraljevstvo | Nickelodeon                                             |
| Ukrajina               | K1                                                      |
| Venezuela              | Televen                                                 |
| Vijetnam               | HTV3                                                    |

## DVD izdanja
Funimation Entertainment je objavio prve dvije sezone na DVD-u u Regiji 1 2007. godine.
Echo Bridge Home Entertainment stekao je prava na seriju 2010. godine i nakon toga izdao posljednje dvije sezone na DVD-u, dostupne samo u SAD-u.
| Ime DVD-a           | Ep# | Datum izlaska      |
| ------------------- | --- | ------------------ |
| Prva sezona         | 13  | 22. svibnja 2007.  |
| Druga sezona        | 13  | 4. prosinca 2007.  |
| Prva i druga sezona | 26  | 7. travnja 2009.   |
| Treća sezona        | 13  | 19. siječnja 2010. |
| Četvrta sezona      | 13  | 27. srpnja 2010.   |

## Vanjske poveznice

### Službene stranice
- Arhivirana verzija službene stranice
- IMDB
- Fandom